# Torneio de xadrez de Amsterdã de 1956

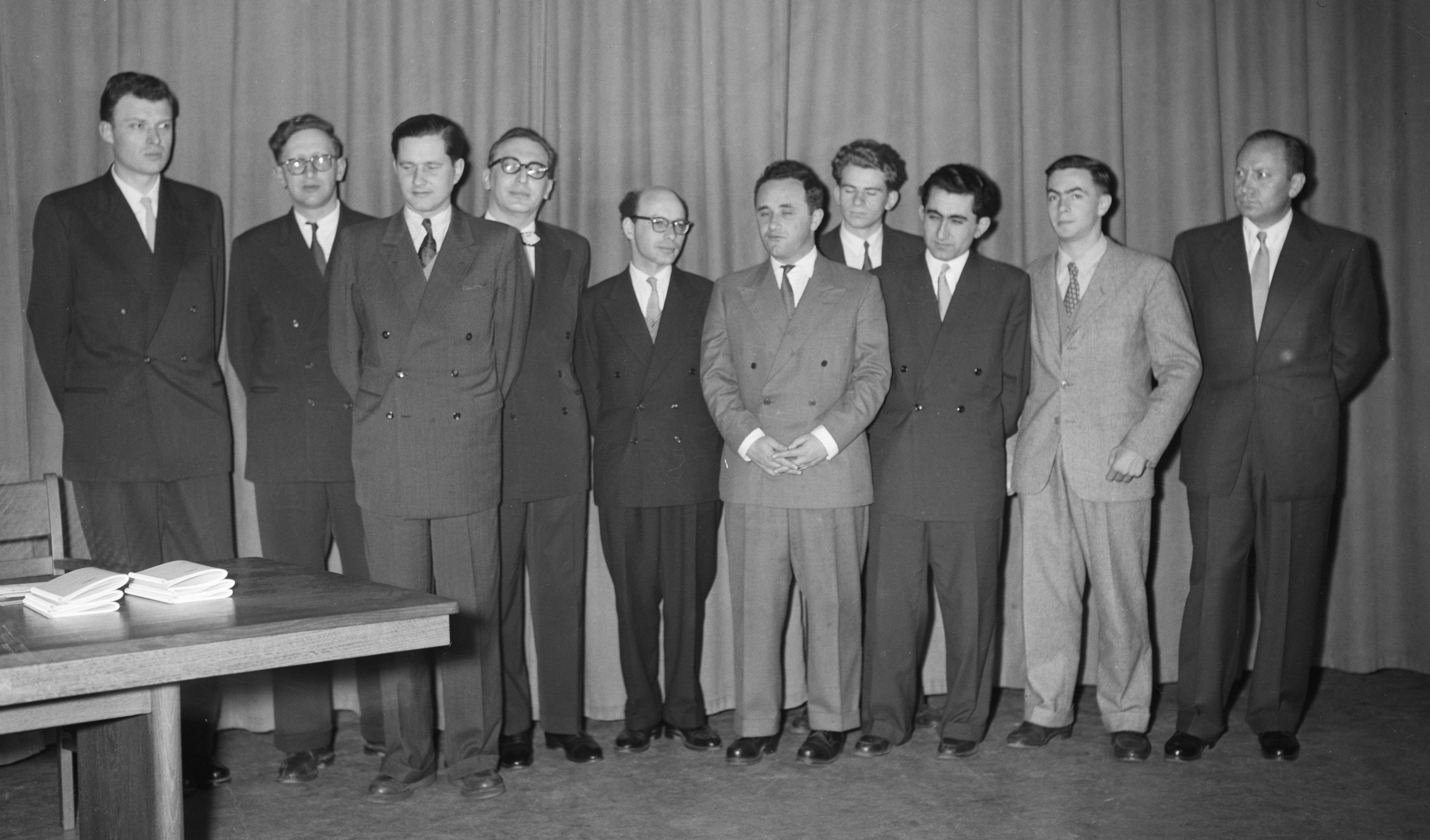
Os Candidatos do Campeonato

O Torneio de xadrez de Ansterdã de 1956 foi o Torneio de Candidatos do ciclo de 1955-1957 para escolha do desafiante ao título do Campeonato Mundial de Xadrez. O torneio foi disputado na cidade de Amsterdã, com o formato todos-contra-todos e teve dez participantes. Vasily Smyslov venceu novamente a competição e se habilitou a desafiar o então campeão mundial Mikhail Botvinnik, no ano seguinte, no Campeonato Mundial de Xadrez de 1957.
| #  | Jogador          | 1   | 2   | 3   | 4   | 5   | 6   | 7   | 8   | 9   | 10  | Total |
| 1  | Vasily Smyslov   | xx  | = = | = = | 0 = | = = | = 1 | 1 1 | = 1 | 1 = | = 1 | 11.5  |
| 2  | Paul Keres       | = = | xx  | = = | = = | = = | = 1 | = = | = 0 | 1 = | 1 = | 10.0  |
| 3  | László Szabó     | = = | = = | xx  | 1 = | = = | = = | = 1 | 0 = | = = | 0 1 | 9.5   |
| 4  | Boris Spassky    | 1 = | = = | 0 = | xx  | = = | = 1 | 0 = | = = | = = | = 1 | 9.5   |
| 5  | Tigran Petrosian | = = | = = | = = | = = | xx  | 0 = | 0 1 | 1 = | = = | 1 = | 9.5   |
| 6  | David Bronstein  | = 0 | = 0 | = = | = 0 | 1 = | xx  | = 1 | 1 = | = = | = 1 | 9.5   |
| 7  | Efim Geller      | 0 0 | = = | = 0 | 1 = | 1 0 | = 0 | xx  | 1 1 | = 1 | 1 = | 9.5   |
| 8  | Miroslav Filip   | = 0 | = 1 | 1 = | = = | 0 = | 0 = | 0 0 | xx  | 1 0 | = 1 | 8.0   |
| 9  | Oscar Panno      | 0 = | 0 = | = = | = = | = = | = = | = 0 | 0 1 | xx  | 1 = | 8.0   |
| 10 | Herman Pilnik    | = 0 | 0 = | 1 0 | = 0 | 0 = | = 0 | 0 = | = 0 | 0 = | xx  | 5.0   |